# Pfarrkirche Rastenfeld

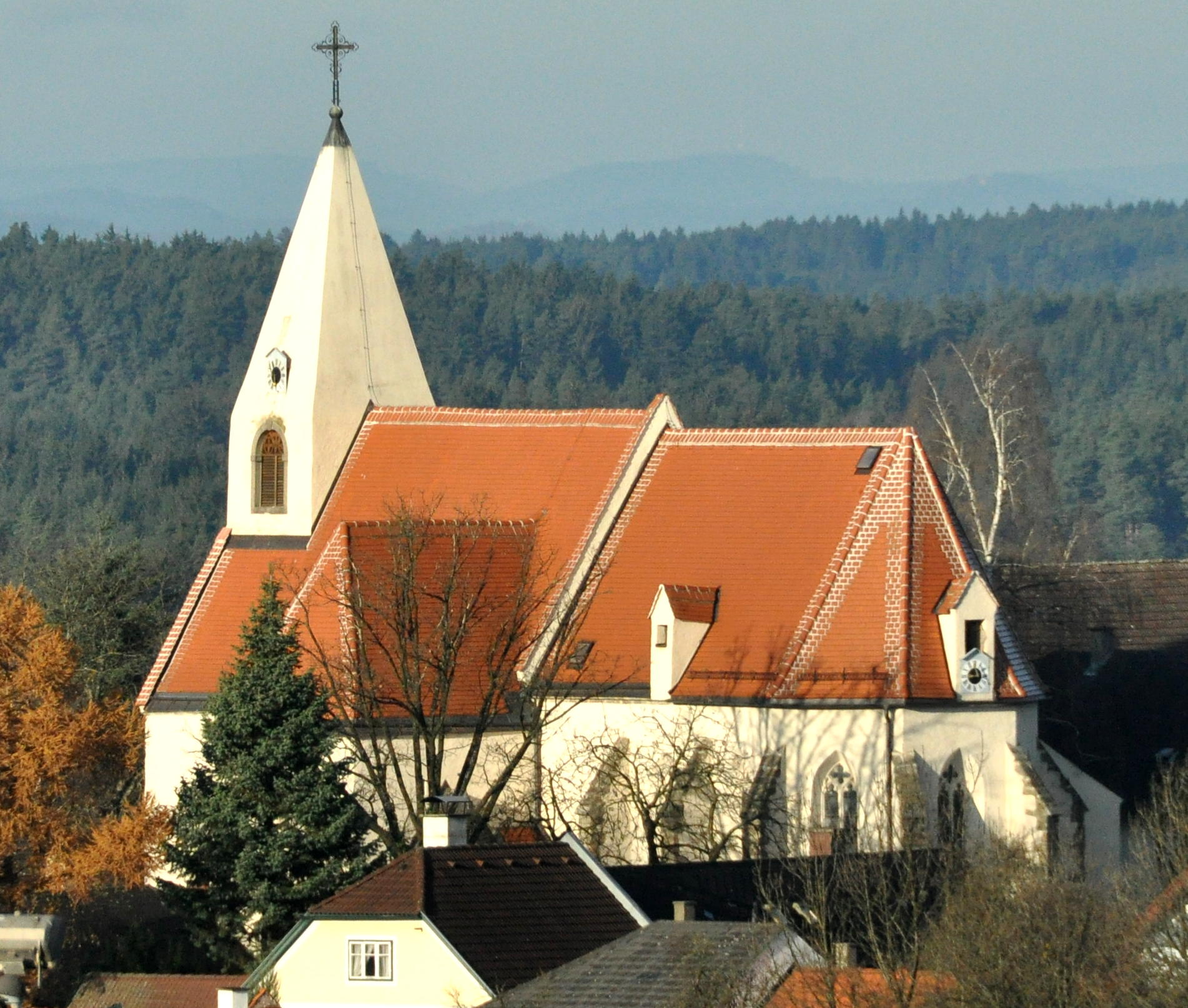
Rastenfeld, Kirche Mariä Himmelfahrt, Südseite mit Kapellenanbau

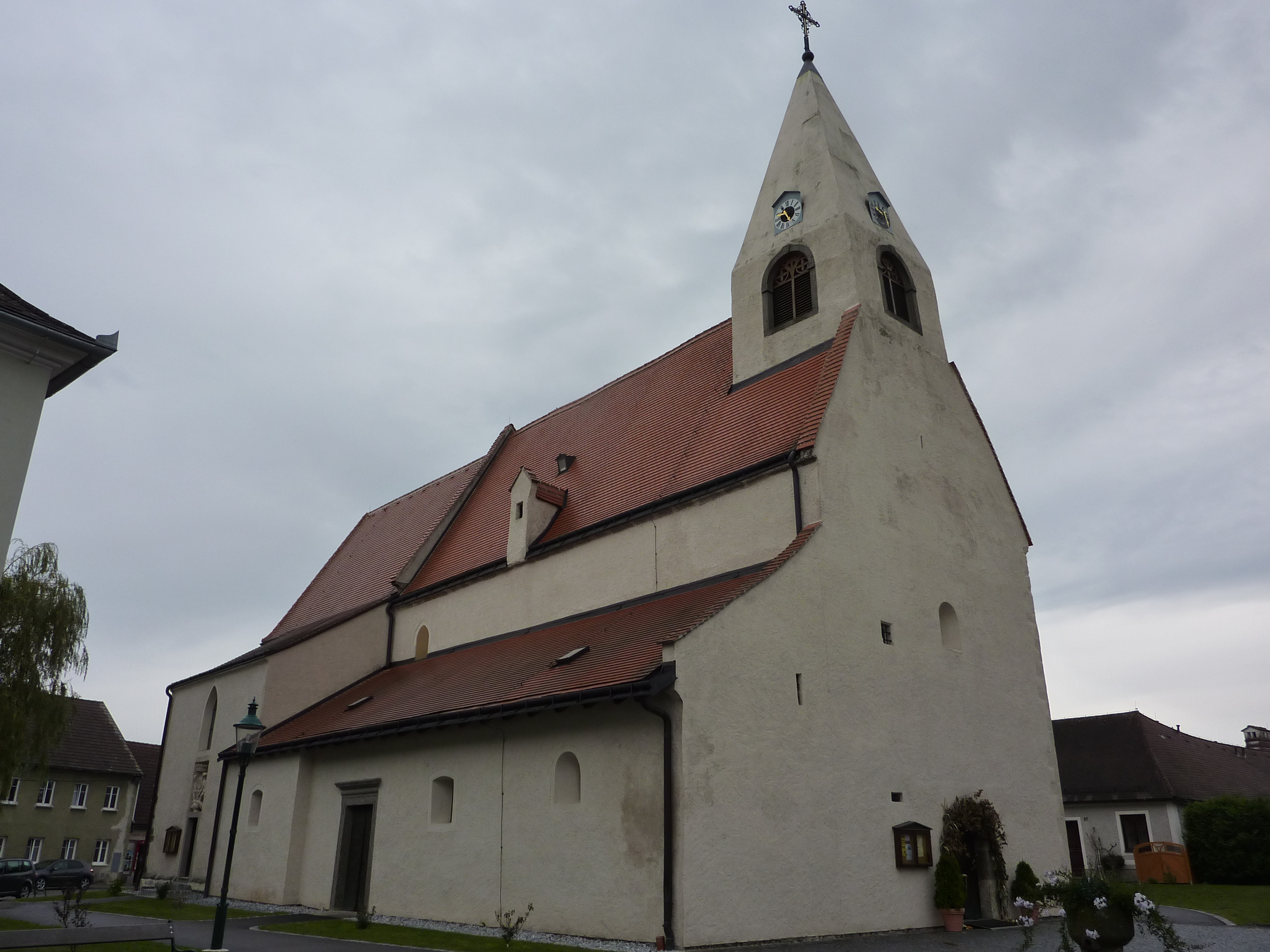
Nordseite mit niedrigem Seitenschiff

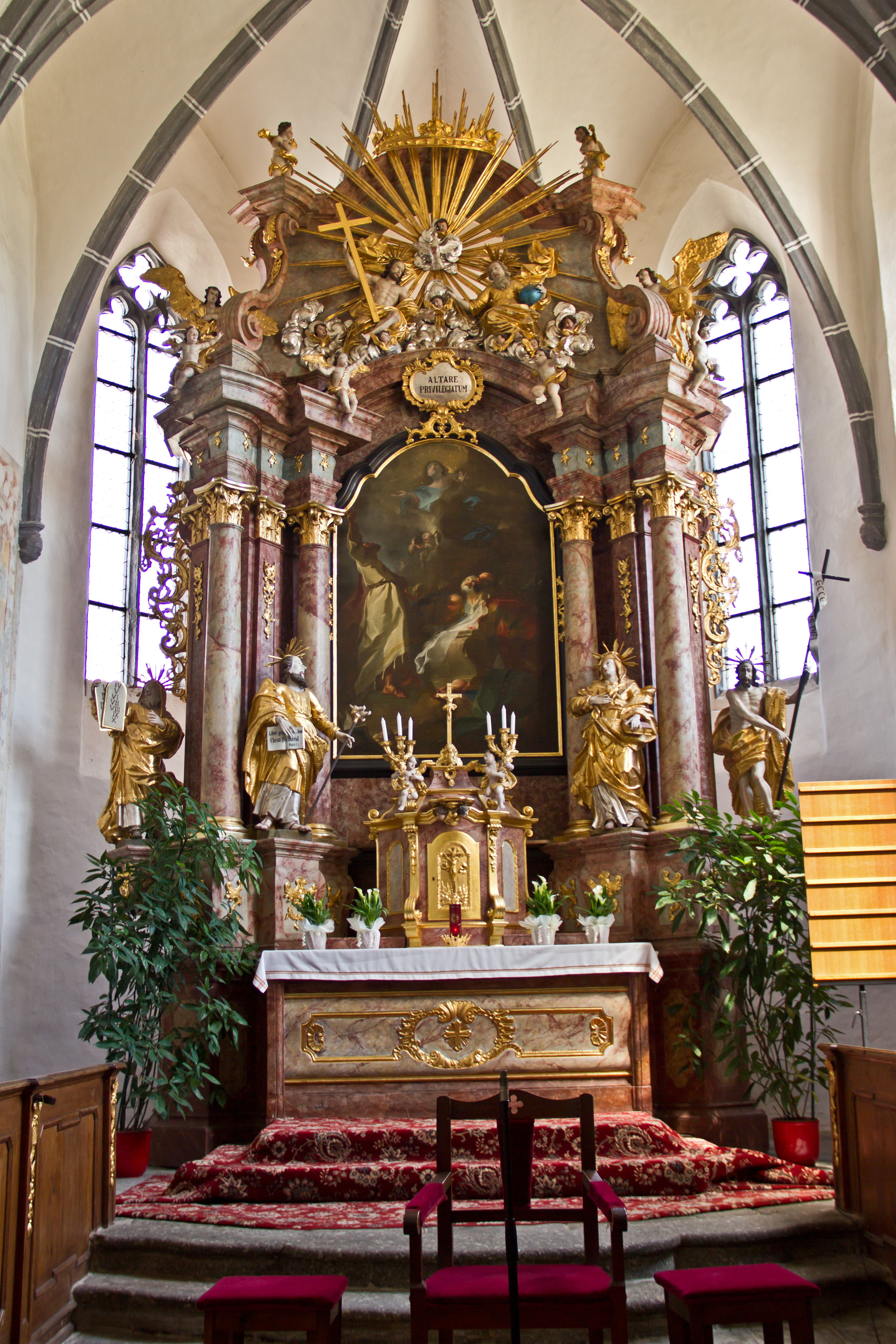
Chor mit Hochaltar

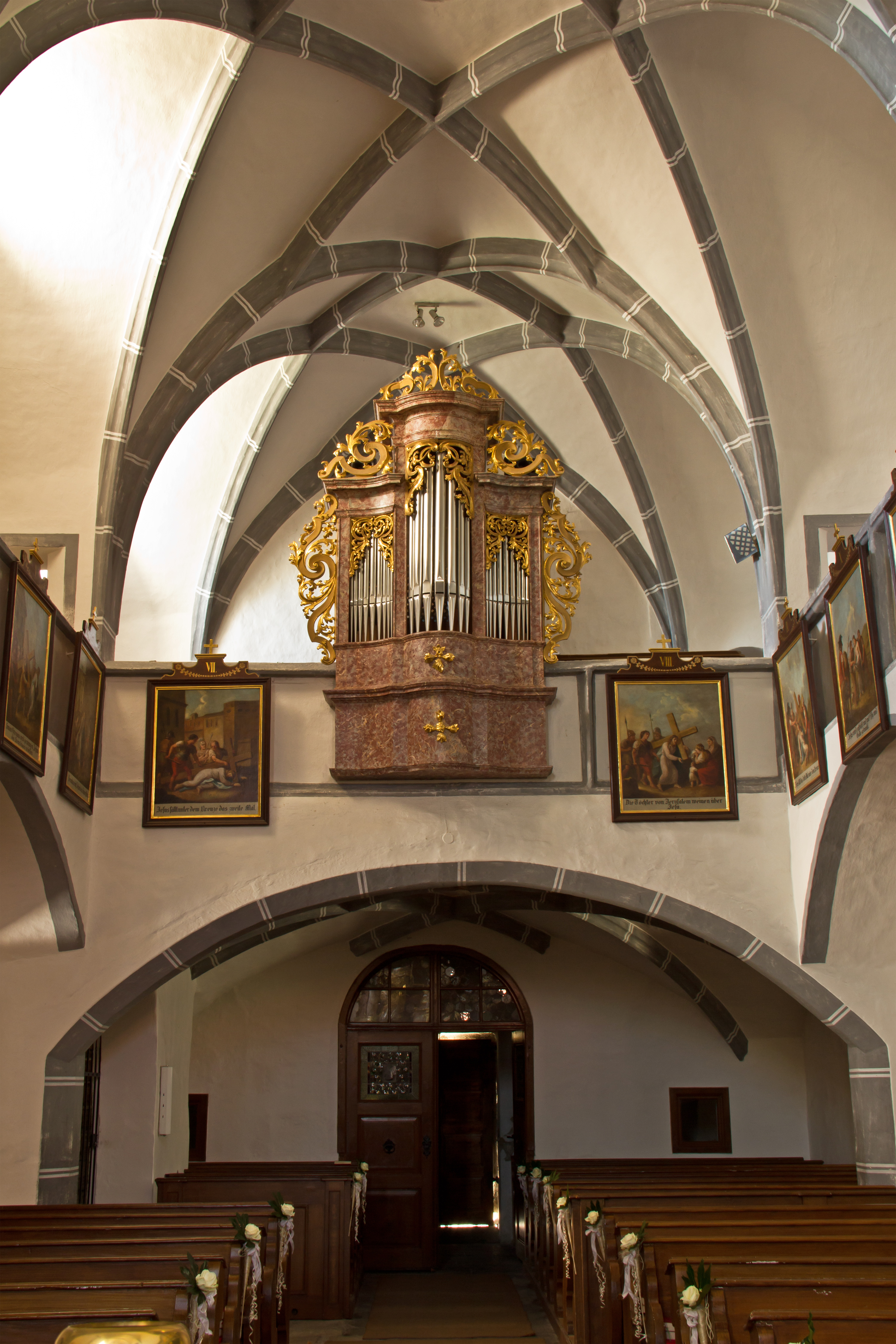
Mittelschiff, Orgelempore

Die römisch-katholische Pfarrkirche Rastenfeld steht südlich des Hauptplatzes der Marktgemeinde Rastenfeld im Bezirk Krems-Land in Niederösterreich. Die dem Patrozinium Mariä Himmelfahrt unterstellte Pfarrkirche gehört zum Dekanat Zwettl in der Diözese St. Pölten. Die Kirche steht unter Denkmalschutz (Listeneintrag).

## Geschichte
Die Pfarre wurde 1330 genannt.

## Architektur
Das im Kern romanische zweischiffige Langhaus mit einer romanischen Südkapelle und einem gotischen Chor hat einen gedrungenen Turmaufsatz.
Das Kirchenäußere zeigt eine schlichte westliche Giebelfront und auf dem Hauptschiff einen mittig aufgesetzten Turmaufsatz mit einem steinernen Pyramidenhelm. Südseitig steht am Langhaus eine zweigeschoßige quadratische Kapelle mit einer hufeisenförmigen Apsis des 13. Jahrhunderts, das Obergeschoß hat spätgotische Fenstergewände, westlich steht an der Kapelle ein jüngerer Anbau. Der gotische Chor mit einem Fünfachtelschluss um 1400 hat abgetreppte Strebepfeiler und zweibahnige Maßwerkfenster, nordseitig am Chor befindet sich ein Sakristeianbau mit einem skulpturierten Lamberg-Wappen.
Bei der Kirche befindet sich ein Kornmetzen aus Granit wohl aus dem 13. Jahrhundert.
Das Kircheninnere zeigt ein ursprünglich flachgedecktes Langhaus, das um 1500 ein dreijochiges spätgotisches Netzrippengewölbe auf Wandpfeilern erhielt, es gibt eine zwischen den Wandpfeilern eingespannte umlaufende Seitenempore mit einer Brüstung über Tonnengewölben, die Orgelempore im Westjoch ist mit einer Segmentbogentonne mit einem Netzrippengewölbe unterwölbt. Das schmälere und niedrigere Nordschiff ist mit Rundbogenarkaden zum Hauptschiff geöffnet, das Nordschiff ist vierjochig mit steigenden Kreuzgratgewölben, das östliche Joch ist ausgeschieden. Die romanische Südkapelle hat zwei queroblonge Joche mit Kreuzgratgewölben und eine tiefe Apsiskonche, das Obergeschoß ist von der Langhausempore durch ein spätgotisches Portal zugänglich. Der eingezogene Triumphbogen im Hauptschiff ist spitzbogig. Der zweijochige Chor hat ein Kreuzrippengewölbe auf Konsolen mit Gesichtsmasken.
Die Wandmalerei an der Chornordwand zeigt Christus am Ölberg um 1400. 

## Einrichtung
Der Hochaltar um 1757 ist ein Doppelsäulenretabel mit verkröpftem Gebälk und einem Volutenauszug, er trägt die Statuen Christus und die Heiligen Joachim und Anna und Moses und im Auszug Heilige Dreifaltigkeit und Putten, er zeigt das Altarblatt Mariä Himmelfahrt von Anton Maulbertsch.
Das Orgelwerk entstand 1755 und wurde von Franz Jüstel 1855 erweitert. Eine Glocke nennt Ferdinand Drackh 1735.

## Grabdenkmäler
Innen
- Vier Marmorgrabsteine aus der ersten Hälfte des 16. Jahrhunderts.